# ژرژ لامیا
ژرژ لامیا (انگلیسی: Georges Lamia؛ ۱۴ مارس ۱۹۳۳ – ۱۰ مارس ۲۰۱۴) یک بازیکن فوتبال، و دروازه‌بان اهل فرانسه بود.
از باشگاه‌هایی که در آن بازی کرده‌است می‌توان به رن و نیس اشاره کرد.